# Acestrorhynchus falcirostris
Acestrorhynchus falcirostris is een straalvinnige vissensoort uit de familie van de spilzalmen (Acestrorhynchidae). De wetenschappelijke naam van de soort is voor het eerst geldig gepubliceerd in 1819 door Cuvier.